# フランク・セルヴィ
フランク・セルヴィ（Frank Selvy, 1932年11月19日 - 2024年8月13日）はアメリカ合衆国の元バスケットボール選手。出身地はケンタッキー州コービン、出身大学はファーマン大学。大学時代に打ち立てた1試合100得点はカレッジバスケ界の伝説となっている。

## 経歴

### 100得点
フランク・セルヴィことフランク・デラノ・セルヴィの伝説的な100得点試合が達成されたのは、セルヴィにとって大学最後のシーズンとなる1953-54シーズンも終盤に差し掛かった、ニューベリー大学との一戦だった。ファーマン大学のコーチ、ライルス・アレイは"コービン・コメット"という名ですでにカレッジ界のスター選手だったセルヴィの全米得点ランキング1位とオールアメリカン選出をより確実なものにするため、この試合を"Frank Selvy Night"と名づけ、選手たちに徹底的にセルヴィにボールを集めるよう指示した。結果、セルヴィは66本のフィールドゴールのうち41本を、22本のフリースローのうち18本を決め、見事100得点を達成した。この試合はサウスカロライナ州に初めて生放送された最初のバスケットボールの試合であり、またファーマン大学から大応援団が6時間掛けて会場に訪れていたため、多くの人々がセルヴィの偉業を目撃し、大きな話題となった。しかも100得点に達する最後の2点は、ハーフラインからのブザービーターという派手なものだった。なお、当時はスリーポイントシュートが導入される前だったが、成功したシュートのうち少なくとも12本は現在のスリーポイントラインより後ろから放たれたものだと言われている。

### NBAキャリア
セルヴィは1954年のNBAドラフトで全体1位という高評価を受け、鳴り物入りでNBA入りを果たした。しかしセルヴィが入団したボルティモア･ブレッツは彼のルーキーイヤーの間に解散してしまい、以後セルヴィの流浪のNBAキャリアが始まった。
カレッジ界のスター選手だったセルヴィの引き取り先はすぐに見つかり、ミルウォーキー・ホークスに移籍する。セルヴィはルーキーイヤーの1954-55シーズンを19.0得点5.5リバウンドと、期待通りの数字を残したが、兵役に就くため1955-56シーズン中にチームを離れたことが大きく影響し、ホークスに戻った1957-58シーズン以降は成績が大きく落ち込み、1957-58シーズン途中にミネアポリス・レイカーズにトレードされる（このシーズンにホークスは優勝している）。その後さらにニューヨーク・ニックス、シラキュース・ナショナルズと移籍を繰り返し、1959-60シーズン途中には再びレイカーズに戻った。レイカーズに戻って以降はアベレージも10得点以上にまで持ち直した。

### 1962年のファイナル、第7戦
セルヴィが所属したレイカーズはエルジン・ベイラー、ジェリー・ウェストが所属するリーグを代表する強豪チームだったが、当時のNBAはボストン・セルティックスの伝説的な八連覇時代の真っ只中であり、レイカーズは毎年のようにファイナルで敗れていた。そのレイカーズが打倒セルティックスと優勝に最も近づいたのが、1962年のファイナルだった。
シリーズは両者とも譲らず3勝3敗で並んだまま最終第7戦を迎えた。この試合でセルヴィは大いに活躍し、試合終盤の大事な局面で2本の重要なリバウンドを確保し、さらに試合を100対100の振り出しに戻すシュートを決めた。同点のまま試合終了直前を迎え、決勝点を狙うレイカーズは絶好調のセルヴィにラストショットを託した。ウェストやベイラーにディフェンスが集中していたためオープンだったセルヴィは、7フィートというゴールから極近い距離でジャンプシュートを放ち、そしてボールは無情にもリムに弾かれた。痛恨のミスショットだった。結局試合は延長戦の末にセルティックスの勝利に終わり、レイカーズの優勝は泡と消えた。以後もレイカーズは同じ舞台でセルティックスに負け続けるため、最大のチャンスをふいにしたセルヴィのミスショットは悔やんでも悔やみきれないものとだった。後年、セルヴィはこのミスショットを振り返って「自分の全ての得点をあのラストショットと交換したい」と語った。
セルヴィは1963-64シーズンを最後に、現役から引退した。NBA通算成績は9シーズン565試合の出場で、6,120得点2,097リバウンド、平均10.8得点3.7リバウンドだった。
2024年8月13日の朝、サウスカロライナ州シンプソンビルの自宅で死去。91歳没。

## 主な業績
- オールスター　1955年, 1962年
- サウスカロライナ体育殿堂
- ファーマン大学体育殿堂